# Дынная муха
Дынная муха (лат. Myiopardalis pardalina) — двукрылое насекомое из семейства пестрокрылок (Tephritidae). Вредитель растений семейства тыквенных — семян и плодов дыни, арбуза, огурца, тыквы и других.

## Описание
Тело длиной 5,5—6,5 мм. Окраска палево-жёлтая. На крыльях имеется 3 желтоватые полосы.

## Ареал
Распространена в Средиземноморье, Азии, на Кавказе. Армения, Азербайджан, Кипр, Грузия, Казахстан (Шардаринский, Арысский, Туркестанский и Отырарский районы), Кыргызстан, Ливан, Юг России, Таджикистан, Турция, Туркменистан, Украина, Узбекистан, Афганистан, Индия (Бихар, Пенджаб), Иран, Ирак, Ливан, Пакистан, Сирия.

## Биология и жизненный цикл
Время лёта совпадает по срокам цветения повреждаемых культур. В году 2—3 генерации. Период лёта первого поколения обычно продолжается в течение месяца (лёт сильно растянут). Муха питается соком молодых растений арбузов и дынь, накалывая завязи своим яйцекладом.
Самки дынной мухи откладывают по одному яйцу под кожицу плодов. Всего одна самка откладывают до 120 яиц. При благоприятной температуре для развития личинок, они спустя 3—4 дня проникают в мякоть плодов, где питаются проделывая многочисленные извилистые ходы. Личинки белого цвета, иногда с желтоватым оттенком. Длина тела личинок от 5 до 12 мм. Время жизни личинки около 10 дней и зависит от температуры воздуха. Перед окукливанием личинки покидают плоды и забуриваются в землю на глубину до 15 см, где проходит окукливание. Зимуют ложнококоны в почве.

## Вредитель
Карантинный вредитель. Личинки являются вредителями в основном плодов, реже семян следующих растений: дыня, арбуз обыкновенный, дыня змеевидная, огурец обыкновенный, дикая дыня (Cucumis trigonus), бешеный огурец.
Повреждённость плодов в зоне распространения вида в отдельные годы может достигать до 50—70 % и даже 100 %.
Имаго также вредит растениям, в местах проколов выступают капельки сока плодов, которыми и питается сама муха. Места проколов мякоти могут служить средой для развития вирусных и грибковых заболеваний. Первыми признаками поражения дынной мухой являются появление мелких бугорчатых пятнышек либо просто бугорков в местах прокуса плодов. Позднее, после развития личинок — начинается внутреннее загнивание плодов. Повреждённые плоды, как правило загнивают и становятся не пригодными для дальнейшего использования.

## Методы борьбы
Карантинный надзор за вывозом плодов арбуза и дыни из заражённых районов в районы бахчеводства, где данный вредитель отсутствует. Агротехнические способы борьбы включают глубокую зяблевую вспашку, соблюдение севооборота, использование скороспелых сортов и гибридов, предварительное замачивание и протравливание семян перед их посевом.
Химические способы включают профилактическую обработку посевов в фазе появления листьев и плетеобразования инсектицидами. Некоторые препараты системного действия возможно вносить по капельной ленте вместе с водорастворимыми удобрениями (фертигация). В фазу цветения и перед уборкой плодов химические обработки не проводят.
Для борьбы с дынной мухой также применяют стерилизацию самцов. На острове Рота (Марианские острова) дынная муха была уничтожена путём выпускания в природу самцов, предварительно стерилизованных гамма-лучами.
В Закавказье одним из древнейших методов борьбы с дынной мухой является особый способ выращивания дыни. Данный способ достигается путём закапывания плодов, достигнувших размеров куриного яйца, в землю, где их не может поразить данный вредитель.